# Кахрамон (Кушониёнский район)
Кахрамон (тадж. Қаҳрамон) — село в Кушониёнском районе Хатлонской области Республики Таджикистан. Административный центр джамоата (сельской общины) Ориён Кушониёнского района.
Находится на расстоянии 15 км от райцентра (пгт. им. Исмоила Сомони).
Население — 2693 чел. (2017).